# Manzanillo (Cuba)
Manzanillo è un comune di Cuba, situato nella provincia di Granma.
Importante porto, si affaccia sul golfo di Guacanayabo.